# Intel 8088

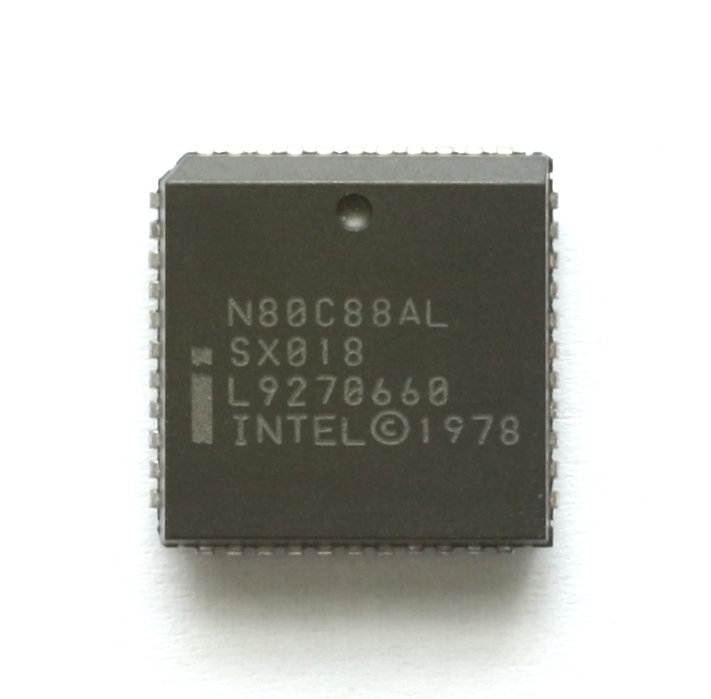
Intel 80C88

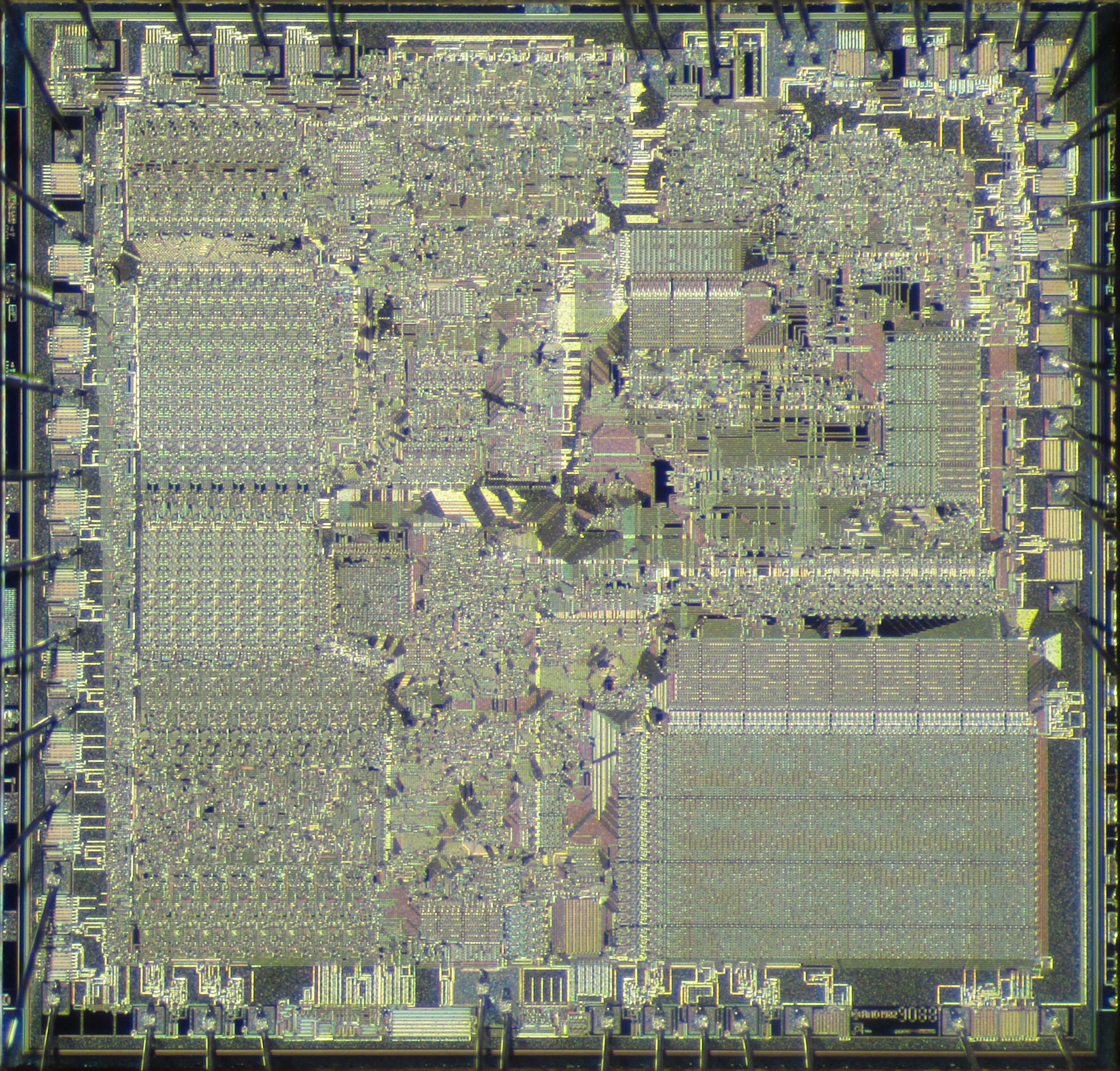
Prozessorkern (Die) eines AMD 8088 (D8088)

Der Intel 8088, auch iAPX 88, ist ein 1979 vorgestellter 16-Bit-Mikroprozessor von Intel. Von seinem bereits 1978 eingeführten „großen Bruder“, dem Intel 8086, unterscheidet er sich ausschließlich durch seinen nur 8 Bit breiten externen Datenbus und eine von sechs auf vier Bytes verkleinerte Befehlswarteschlange (engl. prefetch queue).
Der 8088 war die erste abgespeckte Variante eines Hauptprozessors (englisch Central Processing Unit, CPU) aus dem Hause Intel. Sie begründete eine Tradition von Low-Cost-CPUs, die sich über den 80188, den 80386SX und den 80486SX bis zu den späteren Celeron- und Pentium-Dual-Core-Prozessoren durch die x86-Prozessor-Geschichte zieht. Auch Motorola bot daraufhin eine auf 8 Bit abgespeckte Variante seiner erfolgreichen 68000-CPU an, den 68008.

## Verwendung
Das Herausführen des nur 8 Bit breiten Datenbusses ermöglichte die Verwendung von preiswerteren 8-Bit-Komponenten für die restliche Elektronik des Computers, allerdings auf Kosten der Geschwindigkeit. Aus diesem Grund war der 8088 kaum schneller als herkömmliche 8-Bit-Prozessoren. Gerade deswegen wurde er von IBM als CPU für den IBM PC ausgewählt. IBM wollte einerseits mit 16-Bit-Technik werben, andererseits den eigenen Minicomputern keine Konkurrenz machen. Hinzu kam, dass man Teile der Elektronik von einem Ende der 1970er-Jahre entwickelten, aber am Markt erfolglosen Rechner namens IBM System/23 Datamaster übernehmen konnte, dessen 8085-CPU einen 8 Bit breiten Datenbus besaß. In der Retrospektive, nach dem durchschlagenden Erfolg IBM-PC-kompatibler Computer, begründete die Entscheidung IBMs für den 8088 den Erfolg der x86-Architektur, obwohl der 8088 schon damals bei vielen Fachleuten eher als schwachbrüstig und die ganze Architektur als wenig zukunftsweisend galt. Neben der NMOS-Version wurde ebenfalls eine CMOS-Version als 80C88 angeboten.

## Betriebsarten
Der 8088 kann in einem Minimum- und einem Maximummodus betrieben werden. Die Wahl erfolgt über den MN/MX-Pin 33. Wird er auf 0 V (Low) geschaltet, so arbeitet der 8088 im Maximummodus, bei +5 V (High) im Minimummodus. Im Minimummodus können kompakte einfache Schaltungen realisiert werden; die erforderlichen Steuerleitungen stellt der Prozessor selbst zur Verfügung. Der Maximummodus ist in erster Linie für den Multiprozessorbetrieb bzw. für die Arbeit mit dem mathematischen Koprozessor 8087 vorgesehen. Hier werden die erforderlichen Steuerleitungen nicht bereitgestellt, sondern durch den Bus-Controller 8288 generiert.
Der 8088 verfügt über keinen internen Oszillator. Der erforderliche Takt wird extern vom Oszillator-Chip 8284 generiert. Ferner ist zur Abtrennung der Adressen aus dem gemultiplexten Adress-/Datenbus ein Latch erforderlich, z. B. der 8282.

## Peripheriebausteine
- Intel 8282/8283: 8-Bit-Latch
- Intel 8284: Taktgeber
- Intel 8286/8287: bidirektionaler 8-Bit-Treiber
- Intel 8288: Bus-Controller
- Intel 8289: Bus-Arbiter